# Ere di Uru: Ages Beyond Myst
Quella che segue è la lista delle Ere visitate nel gioco Uru: Ages Beyond Myst e nelle sue espansioni To D'ni e The Path of the Shell.

## Era di D'ni
L'era di D'ni è l'Era scritta da Ri'neref, Maestro dell'Arte, per ospitare il gruppo di rifugiati Ronay fuggiti da Garternay.
L'Era è in realtà il pianeta Terra.
Le seguenti zone sono quelle visitate nei giochi di Myst:
- nel deserto del Nuovo Messico:
  - Tomahna
  - La Gola
- nelle Caverne D'ni, poste sotto il deserto:
  - La Caverna Bahro
  - la città D'ni, divisa in varie isole e quartieri:
    - il Grande Zero
    - Ae'gura
    - Bevin
    - Kirel
    - K'veer

  - il Grande Pozzo

Per una descrizione più approfondita, vedi Era D'ni.

## Relto
Relto è un'Era originariamente scritta da Yeesha come regalo per i suoi genitori per assomigliare all'isola di Myst, e una copia viene data da Yeesha a quelli che intraprendono il viaggio di esplorazione verso D'ni. Il libro stesso è un'innovazione tecnologica mai vista prima nella storia della civiltà D'ni: il suo Libro aveva la capacità di seguire il suo proprietario (e solo il suo proprietario) attraverso il suo proprio collegamento quando veniva usato, oltre a quella di poter essere usato nella sua stessa Era.
Un'altra capacità inedita del Libro di Relto è la possibilità di aggiungere nuovi elementi all'Era, attraverso l'aggiunta di pagine al libro trovate nelle Ere visitate durante la riscoperta di D'ni.
Relto si presenta come un'isola con una capanna, un piccolo boschetto e un'altura, circondata non dal mare ma da una distesa di nuvole.
Yeesha racconta come Relto muta man mano che l'esplorazione del mondo D'ni del possessore prosegue, riflettendo chi egli o ella sia, diventando l'"anima" dell'esploratore. Non è chiaro a tutt'oggi se Yeesha si riferisca alla capacità di aggiungere oggetti a Relto, se sia un accenno alla capacità del libro di riconoscere il suo possessore, o qualcos'altro ancora.
Nella realtà, Relto è apparentemente basato sulla spiaggia di Rialto Beach, presso Forks, Washington, USA. Questa spiaggia si trova non lontano dalla sede di Cyan Worlds, e gli scogli rocciosi della spiaggia che assomigliano all'altura di Relto sono in certi giorni circondati da una nebbia che copre la spiaggia sabbiosa, allo stesso modo in cui l'Era di Relto è un picco isolato circondato dalle nuvole.

## Teledahn
| Geografia:  | Un vasto ambiente acquitrinoso, con colline rocciose, gole e alcune caverne; circondato dal mare |
| Fauna:      | grossi dinosauri acquatici, flupper                                                              |
| Flora:      | Altissimi funghi, piante acquatiche                                                              |
| Abitanti:   | Nessuno nativo; studiato dal DRC e da alcuni visitatori occasionali dal 1997                     |
| Scritta da: | ??                                                                                               |

L'Era di Teledahn fu scritta dai D'ni nell'anno 8990 del loro calendario. Presenta una lunga cresta montagnosa che protegge una zona interna coperta da un acquitrino contenente numerosi funghi-albero: i più grandi fra questi hanno diametri di varie decine di metri. In uno di questi, cavo vi è una casupola, che costituisce il principale punto di arrivo all'Era. Questa costruzione è connessa attraverso passerelle di metallo sospese sull'acqua della palude alle principali zone abitate dell'Era, e alle centrali energetiche che sfruttano lo strano sole di Teledahn, che "orbita" basso sull'orizzonte dell'Era compiendo un giro in poche decine di secondi. Con questa energia sono attivate le luci e gli alti macchinari di Teledahn, compreso una specie di filovia usata per il trasporto di materiale verso una centrale posta sopra la casa, un ascensore che collega il livello della capanna ad una sala di osservazione utilizzata dal DRC per la sovrintendenza e lo studio dell'Era e una chiusa che separa l'acquitrino dal mare. Una zona con prigioni era un tempo raggiungibile attraverso il sistema di passerelle, ora interrotto, dall'esterno, ma oggi l'unica strada percorribile è usare un passaggio segreto sotto la casa, che collega alle prigioni grazie ad un grosso condotto per far defluire l'acqua. Una piccola zona abitata è posta sulla costa della baia che collega al mare, ed è presente anche un piccolo molo di legno. Qui si trova la zona finale di esplorazione dell'Era e il collegamento alla caverna Bahro.

### Storia dell'Era
La storia di questa Era è descritta nel diario di Douglas Sharper nel suo ufficio nella Città. Egli tenne un diario dettagliato dal 1997 al 2004 durante le sue ricerche e l'esplorazione e ricostruzione di Teledahn. Da questi studi, sembra che questa fosse un regalo per il Maestro della Gilda degli Fornitori, Hinahsh, per il suo 250º compleanno, nell'anno D'ni 8990. Quando Hinahsh morì nel 9000, il controllo dell'Era passò nelle mani della Gilda, e del Capitano di Gilda Ventus, che iniziò l'industrializzazione che si nota oggi. Qualche tempo dopo, un uomo di nome Manesmo acquistò l'isola, e la mantenne in buono stato, sebbene sembri che cominciò ad interessarsi al commercio degli schiavi, uno dei elementi più contrastati della politica D'ni. Il tunnel sotterraneo e le celle erano utilizzate per questa "attività"; gli schiavi venivano poi trasportati verso l'Era di Rebek, dove venivano allestite gare nello stile dei gladiatori dell'antica Roma. Queste vie di commercio clandestino erano state sottoposte a rigide investigazioni poco prima della Caduta.

### Esplorazione del DRC
Douglas Sharper ha trascorso molto tempo in quest'Era; come Hinahsh, egli rimase affascinato dal suo bizzarro ambiente. Sebbene si prendesse spesso qualche congedo, specialmente per Natale, questo rimase il posto a cui si dedicò maggiormente durante il suo lavoro, anche se nell'ultimo periodo si trasferì nella Città. Sharper tenne segreti i fatti riguardanti il commercio degli schiavi ai suoi superiori, come il Dottor Richard Watson. Facendo amicizia col traduttore Nick, imparò quanto possibile riguardo a Teledahn senza il consenso del DRC; alcune delle sue note, in effetti, supportano la visione di Zandi riguardo alla completa inosservanza dei desideri del DRC. Douglas incontrò anche uno dei grossi animali marini, lunghi una dozzina di metri, che di tanto in tanto venivano a cibarsi delle piante dell'acquitrino, una specie di dinosauro acquatico che respirava aria. Egli chiamò questo animale Funghina, per la sua predilezione per i grandi funghi. Dopo la fine del suo lavoro per la restaurazione di Teledahn nel 2002, Sharper venne trasferito alla Città, e poté compiere solo poche e sporadiche visite all'Era.
"La verità di un uomo si nasconde nell'oscurità, sotto la superficie. Un raggio di luce può rivelare solo il modo in cui gli uomini vogliono apparire." - Regettavok Oorpah, Libro 9, Passo 221, Verso 24

## Gahreesen
| Geografia:  | Una depressione tra due catene di colline rocciose                                                                                  |
| Fauna:      | Numerosi animali nella foresta |
| Flora:      | Una vasta foresta |
| Abitanti:   | Nessuno; abitata per un certo tempo dai membri della Gilda dei Mantenitori; riscoperta dal DRC e da visitatori occasionali dal 2001 |
| Scritta da: | ?? |

L'Era di Gahreesen fu scritta dagli D'ni nell'anno 8500 del loro calendario per essere usato come sede della Gilda dei Mantenitori, una Gilda con elevati standard di riservatezza, cosa che si riflette perfettamente della costruzione degli edifici dell'Era: gli edifici sono progettati per ruotare in continuazione su sé stessi, di modo che un Libro di Collegamento verso l'Era è possibile solo in precisi punti all'interno dell'Era (essendo necessario un punto di arrivo fermo per avere un collegamento stabile).
Gli enormi palazzi erano usati come centri di addestramento per la Gilda, come testimonia il "Muro di Allenamento" trovato all'interno di uno degli edifici (La Fortezza). Il resto dell'Era circondante gli edifici della Gilda sembra costituito da una vasta foresta, nella quale sono stati notati pericolosi animali predatori.
Ci sono anche numerosi indizi che facciano pensare al fatto che la Gilda avesse aperto alcune parti degli edifici alla generalità della popolazione non molto tempo prima della Caduta, per fornire alla popolazione i dispositivi noti al DRC come KI.
Gahreesen è anche chiamata semplicemente come La Fortezza, dal nome del grosso edificio corazzato sede della Gilda; questo era il nome dato all'Era durante il beta test di Uru, e il nome si può trovare ancora nei nomi dei file dell'Era.
"Le leggi create dal superbo sono la sua fortezza e la sua rovina. Tali leggi fanno della disobbedienza una virtù, e dell'obbedienza una colpa." - Regeltavok Oorpah - Libro 12, Passo 32, Verso 134

## Kadish Tolesa
| Geografia:  | un dedalo di piattaforme, vie, ponti, caverne circondati da pareti di pietra o crepacci senza fondo; il tutto immerso in una nebbia violacea |
| Fauna:      | alcuni insetti |
| Flora:      | altissimi alberi |
| Abitanti:   | nessuno; abitata originariamente da Kadish, riscoperta e esplorata dal DRC dal 2000 e da visitatori occasionali                              |
| Scritta da: | Kadish |

L'Era di Kadish Tolesa è piena di enormi alberi che sembrano estendersi in alto indefinitamente verso il cielo. Una tinta viola permea l'Era, che sembra a metà tra un'isola con un bordo che si estende in basso all'infinito e un labirinto di sentieri in pietra e enormi caverne, circondata da un mare di nubi. Attraverso l'Era si possono trovare quelle che sembrano antiche costruzioni in pietra, molte delle quali in rovina.
Un'esplorazione più minuziosa rivela come le strutture in pietra facciano in realtà parte di un intricato puzzle costruito per proteggere la Volta del Tesoro del proprietario e creatore dell'Era, uno D'ni noto come il Maestro di Gilda Kadish. La volta oggi contiene anche i resti scheletrici del Maestro Kadish, custodi delle ricchezze e degli oggetti di lusso qui custoditi. Una nota scritta da Kadish, in cui scrive del suo amore per il suo tesoro e di come lo valuti più di qualunque cosa, tanto da preferire morire con esso piuttosto che tornare tra la sua gente, denota la sua schizofrenia e paranoia al tempo della Caduta della civiltà D'ni.
Questa arida cupidigia ed attaccamento alle cose mostrata da Kadish viene usata da Yeesha come lezione per coloro che intraprendono "il viaggio" sul perché, in parte, la civiltà D'ni crollò.
"Un uomo è sé stesso solo quando è nascosto: un'occhiata fugace e superficiale può facilmente essere ingannevole. Osserva a fondo, pondera, e riconosci tutto ciò che è nascosto." - Regeltavok Oorpah, Libro 9, Passo 221, Verso 77

## Eder Gira
| Geografia:  | Una zona desertica con gole, ponti, caverne e geyser naturali, e un giardino                                        |
| Fauna:      | vari animali nella foresta, animali simili a mante vicino alle cascate, alcune lucciole importate da Eder Kemo      |
| Flora:      | alcune piante con foglie larghe, e una vasta foresta che circonda il deserto                                        |
| Abitanti:   | nessuno; abitato originariamente da una popolazione nativa; riscoperta dal DRC e da visitatori occasionali dal 2002 |
| Scritta da: | ?? |

Eder Gira è una terra vulcanica e brulla, punteggiata da alcune ventole su terreno che convogliano l'aria calda dal sottosuolo, e con un piccolo laghetto e una cascata che porta l'acqua verso una foresta che circonda interamente il sito. Il paesaggio è costellato da strane strutture ossee, e alcune costruzioni metalliche interconnesse da lunghi tubi neri. Alcune caverne sono presenti nella zona vicino al lago, una volta usate come abitazioni. Alcune creature simili a piccole mante si possono osservare nuotare nel laghetto oltre la cascata; le nasse rimaste nelle caverne nei pressi del lago fanno pensare a come una volta in quest'Era fosse praticata la pesca come distrazione dalla vita quotidiana. Vicino al lago c'è anche un libro di collegamento all'Era sorella di Eder Kemo.

### Storia dell'Era
Ere-Giardino come quella di Eder Gira erano famose per essere poste nei Quartieri D'ni in tutta la Caverna come maniera di fuggire dalle pressioni della vita quotidiana e prendere una boccata d'aria fresca. Quest'Era fu scritta nel periodo che il DRC ha definito la "Baldoria dei Giardini" attorno all'8100DE. Le ultime informazioni dal DRC al riguardo hanno definitivamente chiuso il dibattito se quest'Era e quella di Eder Kemo risalissero al tempo di Re Shomat, che regnò nei primi del 300DE.

### Esplorazione del DRC
Il DRC ha avuto poco impatto estetico sull'Era, e le registrazioni riguardo Eder Kemo e sulle opinioni riguardo al suo stato sono molto scarse. Una strana Pietra di Collegamento, posta verosimilmente da Yeesha o da uno degli ultimi D'ni, connette questa Era ad una terrazza su Tokotah nella Città usata dal DRC come postazione di ricerca.
"Quando a uno viene tolto tutto, l'unica speranza che rimane è quella data da un altro. Attraverso questo dono, sono entrambi riscattati." - Regettavok Oorpah, Libro 2, Passo 1071, Verso 54

## Eder Kemo
| Geografia:  | due ambienti pianeggianti racchiusi da pareti rocciose, e un piccolo laghetto |
| Fauna:      | insetti                                                                       |
| Flora:      | un grosso giardino con varie forme di piante e alberi                         |
| Abitanti:   | nessuno; riscoperta dal DRC e da visitatori occasionali dal 2001              |
| Scritta da: | ??                                                                            |

Eder Kemo è l'Era sorella di Eder Gira, un'Era umida e lussureggiante. Eder Kemo si presenta come un grande giardino con una serie di strane piante e alcuni piccoli animali, e alcune costruzioni come piccoli gazebo o strane sculture. Tra gli animali simili ad insetti il più caratteristico è un tipo di insetti simili a lucciole, che svolazzano in gruppo attorno alle piante, e occasionalmente seguono i visitatori. Tra le altre piccole creature ci sono dei piccoli scorpioni (i keanuliti), che si arrampicano sulle rocce, con movimenti lenti. Soffermandosi ad osservare si notano molto bene le incisioni molto interessanti lungo le pareti. Alcuni mostrano scene di schiavitù, di figure scure portate via da altre figure con bande rosse; in alcuni punti trasportate verso strane strutture meccaniche, che rappresentano le Ere Teledahn, Gahreesen, Kadish Tolesa e D'ni. Alcune figure mostrano mostri giganti, e forse una specie di grande celebrazione di un qualche tipo di rito.

Alcune tempeste brevi quanto improvvise visitano l'Era ogni quarto d'ora circa.

### Storia dell'Era
Ere-Giardino come quella di Eder Gira erano famose per essere porte nei Quartieri D'ni in tutta la Caverna come maniera di fuggire dalle pressioni della vita quotidiana e prendere una boccata d'aria fresca. Quest'Era fu scritta nel periodo che il DRC ha definito la "Baldoria dei Giardini" attorno all'8100DE.

### Esplorazione del DRC
L'ingegnere ricercatore Phil Henderson è scomparso in questa Era nel 2002 attraverso quello che il DRC può solo presumere essere la "Porta del Viaggio", ma che il DRC stesso non è mai riuscito ad aprire. Prima della sua scomparsa, Rand Miller e il Dottor Richard Watson portarono un gruppo sostanzioso di visitatori in un giro dell'Era durante il Mysterium 2002. Oltre a questo, comunque, in quest'Era non sembra essere presente una grossa attività del DRC.

## Relto di Phil
In pratica, una versione di Relto di notte. La Relto di Phil Henderson, membro del DRC, presenta alcune differenze dalla Relto standard, tra cui il tempo e i libri sugli scaffali. Il libro di collegamento della Relto di Phil è rimasto abbandonato nella Studio Segreto nella Città. È stato postulato che la Relto di Phil è immersa nella notte a causa della morte di Phil.

## Nexus
Il Nexus è una piccola Era che contiene un macchinario con Libri di collegamento) verso i vari Quartieri della città D'ni. Basandosi sull'autenticazione dell'utente per mezzo del KI, gli presenta una lista dei libri a cui l'utente è stato autorizzato ad accedere. Il Nexus è accessibile per mezzo di apposite postazioni poste in vari punti della Città.
L'idea del Nexus risale alla fase di sviluppo di Myst II (poi Riven). Questo nel gioco finale fu trasformato nella 233ª Era di Gehn, che serve da centrale per il viaggio tra le isole di Riven. Il Nexus di Uru ricicla da Riven molte texture.

## Ahnonay
| Geografia:  | una piccola isola rocciosa con un lago centrale e alcuni scogli circostanti, in quattro versioni, e una stazione di controllo |
| Fauna:      | una specie di piccoli granchi; probabilmente plancton                                                                         |
| Flora:      | muschi, alcuni alberi |
| Abitanti:   | nessuno; precedentemente, abitata di tanto in tanto da Kadish; riscoperta dal DRC e da visitatori occasionali dal 2003 circa  |
| Scritta da: | ?? |

L'Era di Ahnonay è accessibile per mezzo di un libro di collegamento posto nella Cattedrale del Veggente nella città D'ni. Il collegamento porta ad una piccola galleria con al fondo una stanza circolare e un libro che porta all'Era vera e propria.

Ahnonay si presenta ai visitatori come una piccola isola rocciosa abitata da alcuni alberelli e una colonia di granchi, e con un grosso lago al centro. Alcuni scogli circondano l'isola, e sul più grosso sorge una torre. All'orizzonte si scorgono altre isole con bizzarre costruzioni, e basse nuvole bianche e viola fluttuano nel cielo, coprendo a tratti una piccola luna. Al centro del lago si trova una stana boa con un quadrante luminoso, e su un piedistallo un libro che collega alla galleria di accesso. Infine, una forte corrente marina impedisce di allontanarsi dall'isola in barca o a nuoto.

### Storia dell'Era
L'Era era stata fatta costruire dal Maestro di Gilda Kadish in modo tale da far sembrare ai visitatori dell'Era che egli fosse capace di viaggiare nel tempo, e quindi di essere la figura messianica prevista nei libri del Veggente che avrebbe fatto ricrescere la decadente civiltà D'ni.
In realtà, il tutto è un enorme trucco. L'Era è molto più piccola di un infinito oceano con isole abitate da ricche civiltà sconosciute. Le isole lontane sono infatti né più né meno che sagome di cartone, e tutto l'ambiente è racchiuso in una grossa sfera metallica. Questa sfera non è che una di quattro sfere che contengono versioni differenti dello stesso ambiente. La boa-orologio al centro dell'isola è infatti un sensore che rileva le posizioni dei visitatori sull'isola: quando l'ultimo visitatore rimasto lascia l'isola per mezzo del libro di collegamento alla galleria, la boa attiva un meccanismo che, spostando opportunamente le sfere, sposta nella stessa posizione in cui si trova la sfera attuale la versione successiva di Ahnonay.

Al ritorno dei visitatori, che utilizzano il collegamento presente nella galleria, essi si trovano in una sorta di versione futura della stessa isola, in cui il mare è scomparso lasciando il posto ad una nebbia grigia, l'isola appare erosa, e le forme di vita sono scomparse. Le isole all'orizzonte appaiono, con i loro palazzi, anch'esse in rovina. Lasciando nuovamente l'isola passando per la galleria e ritornandovi, una terza versione si presenta agli occhi degli stupefatti visitatori. L'isola è ormai una roccia in parte sgretolata fluttuante nello spazio. Piccoli asteroidi e un cielo stellato circondano interamente l'isola, e della piccola luna non rimangono che frammenti organizzati ad anello percorrenti un'orbita attorno a ciò che rimane dell'isola.
In ognuna delle quattro sfere, di cui solo le prime tre accessibili ai visitatori, si trova un passaggio segreto collegato ad una galleria percorsa da un apposito veicolo e che porta all'alloggio privato di Kadish e ad un piccolo studio con vista sul sistema delle sfere.
La quarta sfera, normalmente non accessibile, contiene una versione di Ahnonay fuori dal tempo, in cui l'isola è divenuta una piattaforma sospesa nel vuoto e al cui centro, al posto della boa, si trova un'enorme statua, verosimilmente rappresentante lo stesso Kadish come Salvatore della civiltà D'ni. Il progetto fu verosimilmente abbandonato prima del completamento, e prova ne è la presenza dei numerosi ponteggi per costruzioni ancora presenti.

### Esplorazione del DRC
Alcune informazioni sulla storia degli D'ni raccolte dal DRC suggeriscono che fonti del tempo parlavano di come Kadish fosse capace di collegarsi nel passato dell'ormai scomparso mondo di Garternay, e si pensa che questa leggenda possa essere collegata all'Era di Ahnonay.
Non si sa, tuttavia, se davvero Ahnonay rappresenti l'aspetto che aveva Garternay, né di quali informazioni riguardo a Garternay fossero a conoscenza gli D'ni del tempo.
Ahnonay era nella Fase 3 della sua Restaurazione quando il DRC chiuse il progetto.

## Er'cana
| Geografia:  | una grossa gola in mezzo ad un terreno desertico, con alcune ramificazioni                                  |
| Fauna:      | nessuna conosciuta                                                                                          |
| Flora:      | alcune piante desertiche                                                                                    |
| Abitanti:   | nessuno; precedentemente, abitata dagli D'ni; riscoperta dal DRC e da visitatori occasionali dal 2003 circa |
| Scritta da: | ?? |

L'Era di Er'cana era una delle molte scritte dagli D'ni come Era-granaio per sfamare la civiltà D'ni della Grande Caverna. Si presenta come una grande gola desertica in un mondo vario e florido in cui sono costruite grosse centrali per lo smistamento e l'elaborazione dei prodotti. Una sorta di ferrovia è usata per il trasporto di merci da una centrale all'altra all'interno della rete di gole.
Negli ultimi tempi prima della Caduta pare che anche quest'Era fosse passata nelle mani del Maestro Kadish. All'interno di una delle centrali è presente un impianto per la produzione di strani artefatti di grano lavorato capaci di liberare luce quando in contatto con le alghe dell'acqua delle Caverne D'ni, forse usati per dare l'illusione che Kadish fosse quello che nelle profezie "Porterà la luce nella Caverna".

## Myst
La libreria dell'Isola di Myst è visitabile in Uru, ma le altre zone sono interdette.
Vedi Ere di Myst per una descrizione dell'Era.